# Phú Tiến
Phú Tiến là một xã thuộc huyện Định Hóa, tỉnh Thái Nguyên, Việt Nam.

## Địa lý
Xã Phú Tiến nằm ở phía đông nam huyện Định Hóa, có vị trí địa lý:
- Phía đông và phía nam giáp huyện Phú Lương
- Phía tây giáp xã Bộc Nhiêu
- Phía bắc giáp huyện Phú Lương và xã Trung Hội.

Xã Phú Tiến có diện tích 14,43 km², dân số năm 1999 là 2.738 người, mật độ dân số đạt 190 người/km².
Xã là cửa ngõ chính của Định Hóa vì có tuyến tỉnh lộ 268 chạy qua, đây là tuyến đường bắt đầu từ Km 31 (Quốc lộ 3) đi qua trung tâm huyện đến huyện Chợ Đồn (Bắc Kạn). Ngoài tuyến tỉnh lộ 268, xã còn có tuyến đường liên xã Phú Tiến - Bộc Nhiêu - Bình Thành.
Trên địa bàn xã có phần thượng nguồn của sông Đu chảy qua với tổng chiều dài khoảng 3,5 km.

## Lịch sử
Sau năm 1975, Phú Tiến là một xã thuộc huyện Định Hóa.
Đến năm 2019, xã Phú Tiến được chia thành 10 xóm, đánh số từ 1 tới 10.
Ngày 11 tháng 12 năm 2019, sáp nhập hai xóm 1 và 9 thành xóm Đồng Tiến, đổi tên xóm 2 thành xóm Lương Tiến, sáp nhập hai xóm 3 và 10 thành xóm Hợp Tiến, đổi tên xóm 4 thành xóm Phúc Tiến, sáp nhập hai xóm 5 và 6 thành xóm Tân Tiến, sáp nhập hai xóm 7 và 8 thành xóm Quyết Tiến.

## Hành chính
Xã Phú Tiến được chia thành 6 xóm: Đồng Tiến, Hợp Tiến, Lương Tiến, Phúc Tiến, Quyết Tiến, Tân Tiến.